# Сотіріос Версіс
Сотіріос Версіс (грец. Σωτήριος Βερσής 1876, Афіни — 1919) — грецький легкоатлет і важкоатлет, дворазовий бронзовий призер літніх Олімпійських ігор 1896 в Афінах.
6 квітня на іграх Версіс брав участь у змаганнях з метання диска. Він поступився лише американцеві Роберту Гаррету і своєму співвітчизнику Панайотісу Параскевопулосу. Його найкращим результатом була відстань 27,78 м.
На наступний день 7 квітня Версіс брав участь в обох важкоатлетичних дисциплінах — поштовх двома та однією руками. Кращий результат мало перше змагання. Його найкращим результатом була вага 90 кг. Хоча ще два спортсмени підняли таку ж вагу, Міжнародний олімпійський комітет визначив, що бронзова медаль дістається Версісу. У поштовху однією рукою він, піднявши 40 кг, посів четверте місце. Володарем бронзової медалі став його співвітчизник Александрос Ніколопулос, який спочатку показав такий самий результат, однак потім зміг підняти 57 кг.